# Hermafrodit

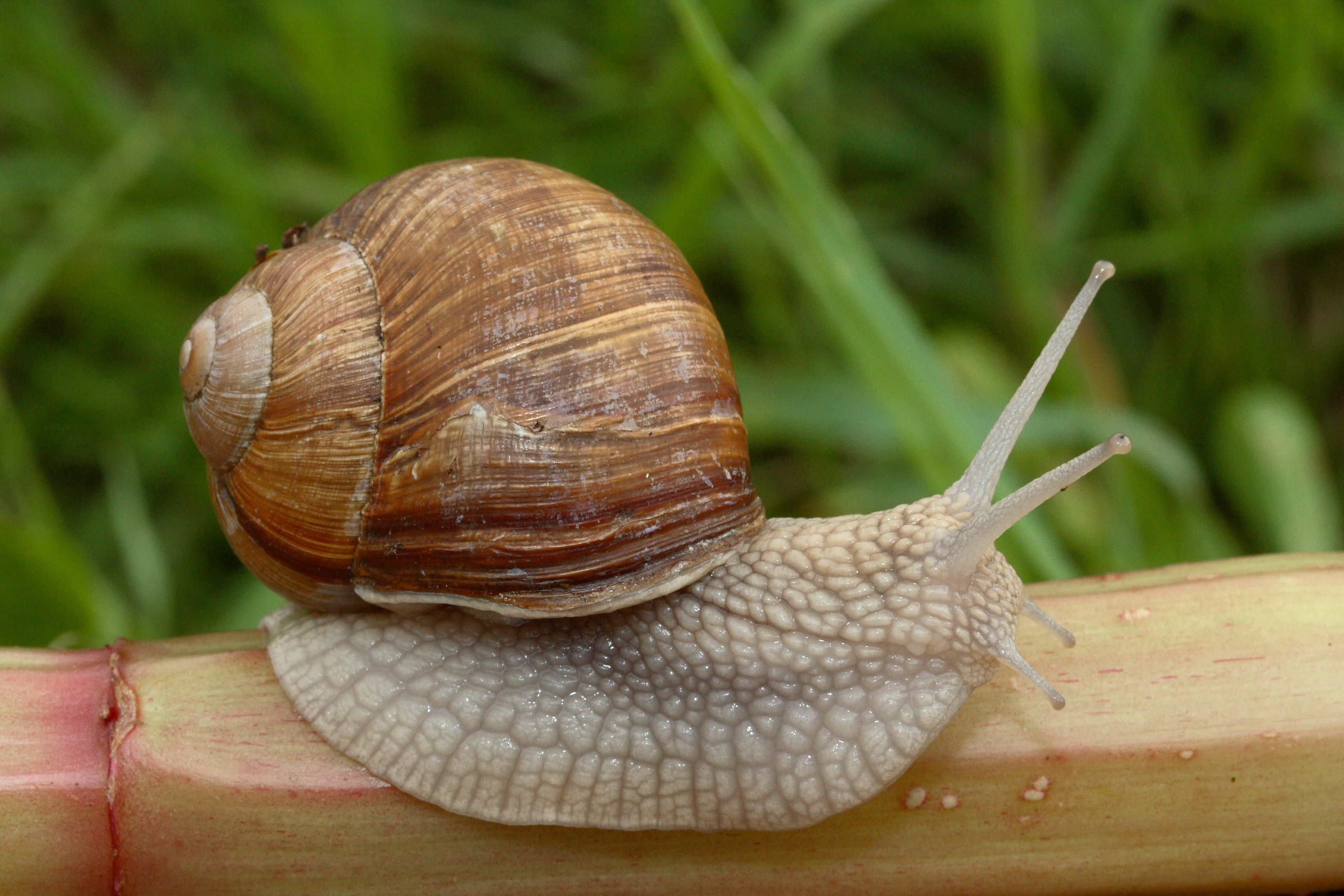
Hlemýžď zahradní, běžný hermafrodit

Hermafrodit (též obojetník, velmi zřídka též cvikéř či cvikýř) je živočich schopný produkovat současně vajíčka i spermie. Hermafrodit má buďto varlata i vaječníky, nebo jsou oba tyto orgány nahrazeny tzv. obojetnou pohlavní žlázou.
K hermafroditům patří mnozí měkkýši (mimo hlavonožců a mlžů), ploštěnci, kroužkovci, pláštěnci, ale i třeba některé ryby.

## Původ slova

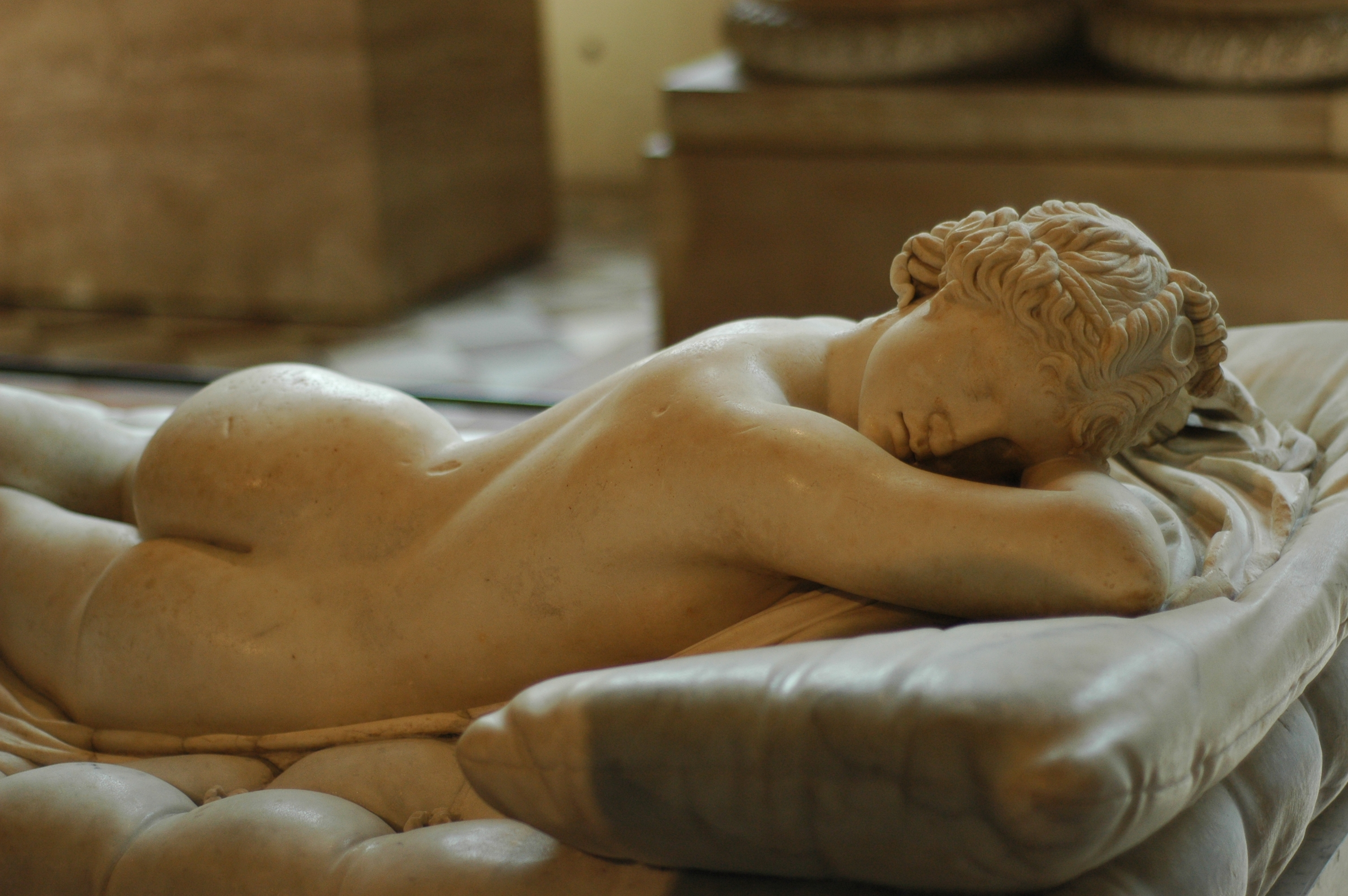
Spící Hermafrodit, římská kopie řeckého originálu, Louvre Paříž

Termín pochází z řecké mytologie, podle které Hermafrodítos, syn bohů Herma a Afrodity, srostl s nymfou Salmakis v jedinou oboupohlavní bytost.
| „                               | K těmto neuvěřitelným věcem se počítá i oboupohlavní rasa, která má pravý prs mužský, aby nebránil v práci, a levý prs ženský ke kojení nemluvňat. Podle některých svědectví se mezi sebou navzájem páří a tak se rozmnožují. | “ |
| — Liber monstrorum (8. století) | |   |

## Zvláštní typy hermafroditismu

### Postupný hermafroditismus
Hraničí s gonochorismem. Jde o situaci, kdy jedinec během svého života změní nebo střídá pohlaví. Vyskytuje se například u některých ryb s výrazným teritoriálním chováním samců - mladé ryby, které by neměly šanci se prosadit, tedy mají samičí pohlaví a teprve až když vyrostou, přejdou na pohlaví samčí.

### Sebeoplození
Sebeoplození je zvláštní případ rozmnožování hermafroditů. Je poměrně vzácné, vyskytuje se především u takových organismů, které by nebyly kvůli svému způsobu života schopny sehnat partnera k páření. Typickým příkladem jsou endoparazité, například tasemnice bezbranná. K sebeoplození dochází také u samosprašných rostlin.

## Hermafroditismus u lidí
Historicky se výrazu hermafrodit, případně androgyn, užívalo pro lidské jedince jejichž pohlaví bylo nejisté. Na přelomu 20. a 21. století namísto toho převážil pojem intersexuál, který je podle Úřad Vysokého komisaře OSN pro lidská práva definován jako:
| „ | Intersexuálové se rodí s pohlavními znaky (včetně pohlavních orgánů, pohlavních žláz a chromozomů), které neodpovídají typickým binárním představám o mužském nebo ženském těle. Intersex je zastřešující termín, který se používá k popisu široké škály přirozených tělesných odchylek. | “ |

## Rostlinný hermafroditismus
V botanice je obdobou hermafrodita jednodomá rostlina, tj. vyšší rostlina, která vytváří buďto oba typy květů (samčí i samičí), nebo květy oboupohlavní. V říši rostlin toto uspořádání převládá.